# 尼塔特
納赫切勒（Nachzehrer）與斯拉夫吸血鬼一樣，是亡魂的一种（亡魂：剛從墳墓中復活的人，襲擊活人，通常是家人和村莊的熟人）。此外，與斯拉夫吸血鬼一樣，Nachzehrer 也可能源自於不尋常的死亡情況。突然自殺或意外身亡的人可能因此成為 Nachzehrer。與波蘭的 vjesci 類似，出生時帶有胎膜（覆蓋某些嬰兒臉部的羊膜）的嬰兒也可能成為 Nachzehrer，尤其是如果胎膜是紅色的。Nachzehrer也與流行病有關。當一群人死於同一種疾病時，倖存者通常會將最早死亡的人認定為其他人的死因，并认为他是Nachzehrer。在墓穴中，Nachtzehrer以咀嚼自身肢體、衣物或裹屍布的習慣而聞名（這種說法很可能源於人們發現的屍體曾遭受掠食者傷害，或因腐爛而牙齦迅速消失）。Nachzehrer在墓穴中的活動持續到他停止啃食自己的屍體和衣物為止。通常情況下，他不會離開自己的墳墓，而是以一種神奇的方式摧毀在他之後去世的家人的生命（因此被稱為“死後吞噬者”）。。
納赫（nach）一詞可能被翻譯成英文為「after」（之後），而zehrer（切勒）可能被譯為「devourer」（吞噬者），因此该组合詞可理解为“(死)後吞噬者”。

### 外部鏈接
- Nachzehrer （页面存档备份，存于）